# Barrage du Caire
Le barrage du Caire, également appelé barrage du Nil ou barrage du Delta, est situé à El-Qanater, à environ vingt kilomètres au nord du Caire en Égypte, à l'endroit où le Nil se divise en deux bras.
L'ouvrage, commandé par Méhémet Ali sera commencé par M. Linant de Bellefonds en 1833, complètement revu par Eugène Mougel-Bey en 1842 et restauré par Sir J.Fowler de 1876 à 1890.
Le père Prosper Enfantin décrit le projet comme suit :

« Barrer le Nil à la naissance des deux branches de Rosette et de Damiette, afin d'avoir en tous temps, même aux époques des plus basses eaux une hauteur pour les eaux d'irrigation presque égale à celle des moments d'inondation et cela sans interrompre la navigation. »

## Projet de Linant de Bellefonds
Il conçoit un barrage à débordement (l’eau passerait au-dessus du barrage lors des crues) pour réguler le Nil. Il serait positionné sur chaque bras du fleuve ; le bras dit de Rosette et le bras dit de Damiette. Méhémet Ali, impatient et excité par le projet, aurait proposé de démanteler les pyramides de Gizeh afin d’utiliser les pierres pour la construction des barrages. Heureusement, l’étude du coût de cette option s’est avérée plus cher que celle classique d’approvisionner les pierres depuis une carrière.
Les travaux débutent fin 1833, mais seront stoppés plusieurs mois à cause de la peste de 1835. Le manque de matériaux et de main-d'œuvre retarderont la reprise du chantier. À partir de 1837, Linant ne supervisait plus directement les travaux, ayant été appelé au ministère pour diriger le service des travaux publics.

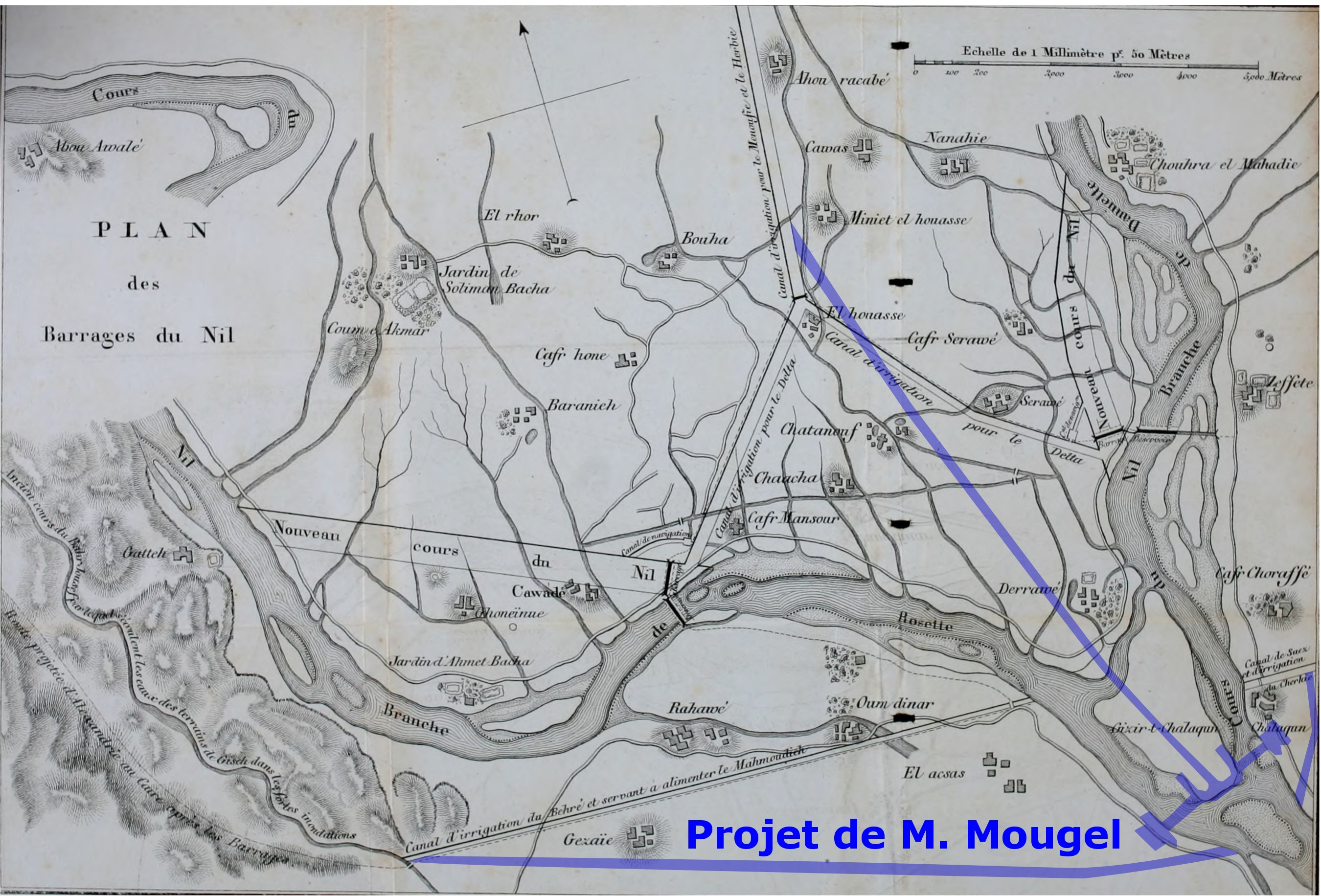
Plan du Projet de Linant et celui de Mougel juxtaposé par-dessus.

Méhémet Ali arrête la construction des barrages et réaffecté les matériaux et les structures sur d’autres chantiers. Il ne reste plus de traces de ces constructions qui était cinq à huit kilomètres en aval du barrage actuel.

## Projet de E. Mougel

Barrage du Nil ; projet Mougel 1851

En 1842, E. Mougel arrive en Égypte pour l’aménagement du port d’Alexandrie. Il propose un barrage combiné avec une fortification (pour plaire à Méhémet Ali) en utilisant de la pouzzolane artificielle. Il se rapproche de Linant qui lui transmait tous les documents de son propre projet. Le projet est présenté au Conseil des ponts et chaussées en janvier 1843. Le barrage sur la branche de Rosette se constituait de trente-neuf arches et celui sur la branche de Damiette de quarante-cinq arches, toutes de huit mètres, divisées par des montants verticaux en acier en deux travées de quatre mètres de largueur. Il était prévu de maintenir le niveau d’eau à six mètres au-dessus du niveau bas des eaux. Le conseil approuve le projet mais sous réserves. Méhémet Ali valide la construction d’un barrage à deux branches à l’emplacement où le Nil se sépare, ainsi le tout ne forme qu’un seul ouvrage, plus facile à contrôler et à entretenir (il s'agit de l’ouvrage encore visible de nos jours). Mais sur un sol de moins bonne qualité contrairement au projet de Linant. La branche de Rosette fut commencée en juin 1847, alors que celle de Damiette se finissait sans problèmes particuliers. L’impatience du vice-roi oblige Mongel à accélérer pour ne pas être congédié, provoquant plusieurs erreurs — comme couler des fondations pendant la période haute du Nil — même s’il avait demandé plusieurs fois des reports pour couler les fondations la saison d'après ; le béton ne prenait pas ou était emporté, des fissures sont apparues sur les structures, des sources surgissaient à différents endroits.

## Commissions
Entre temps, Méhémet Ali meurt et Abbas Pacha lui succède ; ce dernier ne croyait pas dans ce projet de barrage. Linant propose un projet d’irrigation par pompage à la place du barrage, car selon lui depuis dix ans cette technique s’était beaucoup améliorée. En avril 1853, Abbas Pacha congédie Mougel. Linant estime le coût des travaux déjà réalisés à quarante-sept millions de francs hors mains d’œuvre (corvée et militaires).
Une commission en 1861 n’observe pas de nouvelles fissures, autres que celles de 1853 (sur les trois premières arches du bras Rosette) et les qualifie de non dangereuses, statuant qu’il restait peu à faire pour finir l’ouvrage.
Une deuxième commission en 1863 inspecte les travaux. Des dommages importants ont été observés dont un détachement et un déplacement des arches cinq à quatorze sur la branche Rosette après l’utilisation de cette branche en fermant les digues : les arches étant fermées une à une, toute la pression de l’eau s’exerçait sur les dernières portes à être fermées (5-14).
M. Linant fait un rapport en 1871 exposant le problème des sources d’eaux, il recommande des grands remèdes et non des palliatifs, concluant qu’il pourrait remettre le barrage en état, mais les incertitudes techniques et les frais l’en dissuadent. Il estime qu’il fallait vingt-cinq millions de francs pour réaliser les travaux nécessaires et cinq ans de chantiers. Il recommande de nouveau l’utilisation de pompes à vapeur pour réguler le Nil et alimenter les canaux.

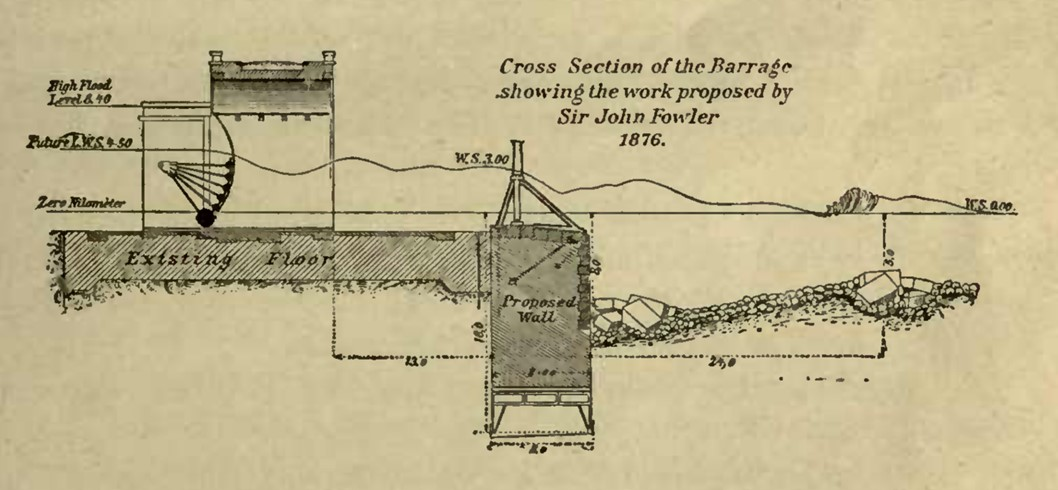
Projet de restauration du barrage du Nil par Sir J. Fowler, 1876

Sir John Fowler examine la structure en 1876 et la trouve plutôt de bonne qualité sauf le plancher qui doit être consolidé car pas assez profond. Il propose de ne pas abandonner le projet de barrage, mais d’utiliser les bonnes parties des structures existantes autant que possible et d’ajouter une structure supplémentaire et indépendante pour rehausser le barrage et ainsi avoir le niveau d’eau désiré (le barrage précédent semblait trop bas). Il recommande de finir les portes existantes et de les rendre opérationnelles ; de construire une rangée supplémentaire de portes avec des fondations plus profondes vingt-quatre mètres derrière pour un coût estimé à entre 1 et 1.2 million de £ (environ trente millions de francs).
Parallèlement, J.H. Rundal (inspecteur général des irrigations pour le gouvernement Indien) arrive aux mêmes conclusions, mais recommande un élargissement des planchers de vingt-cinq mètres sur trois mètres d’épaisseur en amont et soixante mètres en aval, et d’ajouter un mètre en épaisseur à l’existant ; ce qui devrait rendre le barrage pleinement opérationnel. Une inspection approfondie des planchers après assèchement est indispensable et permettrait de réaliser les travaux dans de bonnes conditions. Les vannes seraient remplacées par un système d’aiguilles, le tout pour un coût de 500 000 £ (environ 13.75 millions de francs).
En 1883, Pacha Rousseau, directeur général des travaux Publics en Égypte, statue que le barrage dans son état actuel ne pouvait servir que comme régulateur de débit entre les deux branches du Nil. Pour cela, il demande des travaux sur le plancher de la branche Rosette (400 000 £ env. onze millions de francs) et de garder la branche Damiette principalement comme pont pour la circulation. L’irrigation de la Basse-Égypte sera assurée par des stations de pompage et annonce l’arrêt des travaux du barrage.
L’aménagement des berges et de la rivière en amont du barrage commence en 1884.
En mai 1883, le département de l’irrigation et des travaux en Égypte est confié à Sir Colin Scott Moncrieff. Même si le gouvernement s’est engagé dans la solution de pompage 700 000 £ (19.2 millions de francs) de travaux et un coût annuel de 250 000 £ (6.9 millions de francs) pour tout le Delta ; Sir Moncrieff assigne M. Willcocks à l’évaluation du barrage. Ce dernier trouve les structures en désordre, le matériel manquant et le personnel mal entrainé ; la branche Damiette n’avait pas du tout de vannes. En 1884, il dépense 25 611 £ (700 000 francs) pour y remédier. Pour la première fois, il ferme l’un puis l’autre des barrages en juin 1884, le résultat sur l’irrigation du delta du Nil est une réussite (2,2 m de retenue d’eau). Ce qui permit une très bonne récolte de coton. En 1885, alors que le débit du Nil était plutôt faible, le barrage permet une retenue d’eau de dix centimètres de plus qu’en 1884. Mais le 21 mars un avertissement se produit, on observe un élargissement des fissures aux arches sept et huit de la branche Rosette. Il faut dépenser 18 246 £ (500 000 francs) de travaux en 1885. 1886 est similaire à 1885, ce sont trois années d’expérimentations et d’expertises. Les résultats dépassent les attentes et permettent de voir qu’une restauration des structures valait le coup. Un emprunt d’un million £ (27.5 millions de francs) est accordé pour les travaux d’irrigation dont une grande partie pour la restauration du barrage. C'est l’abandon de la solution par pompage. Il faut décider, soit de réparer le barrage, soit de construire une autre structure. Ce point n'est tranché qu’après une observation du plancher du barrage (4,5 m sous l’eau). Cela est réalisé en 1886 en construisant des coffrages artificiels moitié occidentale du bras Rosette, là où les fissures étaient les plus importantes, et en pompant l’eau retenue.

## Restauration
Il est décidé de restaurer le barrage. Le bras Rosette possède 61 arches et deux verrous, il mesure 465 m. Pour le bras Damiette, les 71 arches ont été réduites à 61 et deux verrous, il mesure 535 m. L’ouverture permanente pour la navigation au centre des deux branches (14,5 m) prévu à l’origine ont été transformé en deux arches. À chaque extrémité des bras trois arches ont été transformées en verrou. De 1883 à 1896, 465 000 £ (12.8 millions de francs) sont consacrés à la restauration du barrage et la réorganisation des canaux de distribution.
L’eau du fleuve arrive à se frayer un chemin sous la structure du barrage et ressort en aval de l’ouvrage, ce qui risque d’enlever le sable et le sol sous la structure et la fragiliserait (ce qui était déjà le cas). La solution retenue, ajouter un plancher supplémentaire par-dessus l’existant (mesurant 34 m), de 68 m en tout dont 25 m en amont et 9 m en aval de 1.25 à deux mètres d’épaisseur en béton Portland sur des fondations en pierres de taille de Trieste (remblais). Les eaux passeraient bien plus en profondeur et leurs actions ne seraient pas dangereuse pour la structure. Il faut aussi renforcer la structure existante. La principale difficulté résulte du fait que les travaux doivent être réalisés alors que le barrage est utilisé pour retenir l’eau pour l’irrigation, accentuant le nombre de sources et leurs intensités. La période favorable au travail ne dépassant pas du 1er novembre à la fin juin, il faut deux mois pour construire les coffrages et autant pour le pompage de l’eau retenue, ce qui ne laisse que quatre mois pour travailler sur le plancher.
Les travaux sont étalés sur quatre ans, moitié de branche à la fois. Grâce à l’éclairage, le travail se fait de jour comme de nuit et neuf pompes à vapeur puissantes maintiennent la zone sèche.
La plus grosse difficulté est rencontrée lors de la mise hors d’eau de l’imposant mur de l’écluse occidentale dont les fondations se trouvent presque trois mètres au-dessus du niveau du plancher du barrage. Il faut donc travailler sous ces fondations qui sont en mauvais état sans que le mur de l’écluse ne s’écroule. Une fissure en diagonale, de dix centimètres de large, est trouvée qui indiquait une fracture complète de l’ouvrage. Des sources d’eau jaillissent de toutes parts (bras rosette).
Tout est remis en état avec 113 397 m3 de maçonnerie coulée et le barrage apte à contenir un niveau d’eau de quatre mètres.

## Rôle du barrage
Avant la restauration, le barrage de Damiette est toujours ouvert et le niveau d’eau ne peut être augmenté que de trente-cinq à cinquante centimètres. Après les travaux, cette valeur monte à environ deux mètres.
En 1892-1893, une retenue est construite en arrière du barrage pour former un réservoir et réduire l’effet des sources.
De 1822 à 1848, la production en coton du Delta du Nil variait de 120 000 à 345 009 kantars (5 400 à 15 500 tonnes). De 1852 à 1852, le rendement variait de 480 000 à 540 000 kantars (environ 23 000 tonnes) et pour 1865 à 1 869 environ 1 300 000 kantars (58 500 tonnes). Entre 2 000 000 et 3 186 000 kantars (90 000 à 143 000 tonnes) de 1870 à 1883. Mais surtout la production était rendue indépendante du niveau des pluies.
Une conséquence du barrage pour les fellahs (paysans) d'Égypte, est la diminution importante de limon déposé grâce à un niveau plus haut de l'eau à l'embouchure des principaux canaux. Cette diminution a permis la suppression de la corvée (dans cette région) et a permis d'entretenir les canaux par une main d'œuvre rémunérée travaillant sous la direction d'entrepreneurs. En 1883, 106 610 travailleurs non payés ont travaillé cent jours pour dégager et réparer les canaux en Basse-Égypte.
Les principaux inconvénients du barrage sont la non navigabilité des bras du Nil en aval du barrage, et l'eau salée remonte les bras depuis la mer. Pour remédier au premier inconvénient, certains des principaux canaux ont été rendus navigables par la construction d'écluses. Pour répondre à la seconde objection, les canaux en aval ont été relié à ceux alimentés en amont du barrage, de sorte que l'irrigation et l'eau potable soient fournies par eux aux villages et aux régions qui, autrefois, s'approvisionnaient en été directement à partir du fleuve. Le remède a été un système de drainage plus complet et un approvisionnement plus abondant pour le lavage des terres, les canaux amélioreront le drainage et un réservoir de stockage fournira en été un approvisionnement accru en eau nécessaire pour laver le sel des terres.
Le barrage était sauvé, mais reposait sur des bases peu seines. Des sources continuaient à couler et de nouvelles apparaissaient régulièrement. En 1896, W.R. Kinipple fut chargé de résoudre ce problème avec sa technique expérimentale d’injecter de l’argile plastique sous pression dans les trous des planchers et fondations, ce mélange s’infiltre partout et obstrue le passage de l’eau.

## Nouveau barrage
Dans les années 1930, l’état du barrage nécessite l’étude de travaux mais les dépenses requises sont d'une telle ampleur que la construction d'un nouveau barrage a été jugée plus réalisable. En 1936, un second barrage est construit à deux-cents mètres en aval par la compagnie britannique McDonald Gibbs & Co. et est inauguré en décembre 1939. Les piliers des fondations sont en acier et béton enterrés à plusieurs mètres sous la base sablonneuse. Le granit d'Assouan a également été utilisé pour une partie du corps. Les travaux ont nécessité une main-d'œuvre de douze mille personnes, pour un coût de 2,75 millions de livres (4.9 millions de francs). L'ancien barrage Delta a ensuite été abandonné, bien qu'il ait été conservé comme monument historique et soit toujours utilisé comme pont routier. C'est un lieu de promenade privilégié des jeunes cairotes qui s'y rendent en navette fluviale. Le nouveau barrage du bras Rosette se trouve à environ huit-cent-trente mètres en aval de l’ancien. Il mesure cinq-cent-vingt-cinq mètres de long et possède quarante-six portes, sur la partie occidentale il y a une écluse de 80 × 12 m. Celui du bras Damiette mesure quatre-cents mètres de long et se trouve à deux-cent-soixante mètres de l’ancien, il est composé de trente-quatre portes et d’une écluse de 150 × 16 m.